# بيتر هوتون
بيتر هوتون (بالإنجليزية: Peter Houghton)‏ (30 نوفمبر 1954 بليفربول في المملكة المتحدة - ) هو لاعب كرة قدم بريطاني في مركز الهجوم. لعب مع بريستون نورث إيند ونادي ريكسهام وويغان أتلتيك ونادي تشستر سيتي وPrescot Cables F.C. ‏ وWarrington Town F.C. ‏ ونادي رانكورن هالتون وSouth Liverpool F.C. ‏.